# Delays
I Delays sono un gruppo musicale britannico indie rock di Southampton, composta dai fratelli Greg e Aaron Gilbert, Colin Fox e Rowly.
La band è stata paragonata ai Cocteau Twins soprattutto per il falsetto del lead vocalist. Fino ad oggi hanno registrato quattro album.

## Storia del gruppo

### Gli Inizi
La band inizialmente si chiamava Corky ed era fortemente influenzata dai Manic Street Preachers e dai The La's. La formazione originale era formata da Greg Gilbert, Rowly, Colin Fox e Dan Hall alla chitarra. Hall fu poi sostituito dal fratello di Greg, Aaron.

### 2001 a 2005, Idoru e Delays
Sotto il nome di Idoru, hanno firmato con la Blanco Y Record e pubblicato un EP con etichetta propria, "Safety in Numbers EP", nel novembre 2001. Hanno cambiato il loro nome prima di firmare per la Rough Trade record, in virtù dell'quale hanno liberato il loro album di debutto Faded Seaside Glamour nel mese di aprile 2004, e immediatamente arrivato nella top 20 album in UK.Con l'ispirazione a slot di band come i Franz Ferdinand e Manic Street Preachers i Delays hanno continuato a creare canzoni e organizzare tour in tutto il mondo, dopo di che loro hanno raggiunto la Top 40 (dell'UK), dopo aver pubblicato che il loro secondo singolo, "Hey Girl", che è uscito nel luglio 2003.
Dopo aver cambiato nome per la terza volta in Delays, nel 2003 sottoscrissero un contratto con la Rough Trade Records, con la quale pubblicarono nell'aprile 2004 il loro album di esordio, Faded Seaside Glamour. L'album ebbe un notevole successo ed entrò nella top 20 delle classifiche britanniche.
Con il supporto di band più popolari come i Franz Ferdinand e i Manic Street Preachers (la cui influenza è notevole) e in seguito ai tour mondiali, tutti i singoli della band - a partire dal secondo, Hey girl (luglio 2003) - sono entrati nella Top 40 britannica.

### 2006 con "You see Colours"
Il loro secondo album, "You See Colours" è stato pubblicato nel marzo 2006, e ha visto una svolta quando le loro canzoni iniziarono a essere utilizzate come supporto di musica sul calcio come highlights, programmi sulla partita del giorno e anche commercialmente; "Long Time Coming" è stata utilizzata per una campagna nazionale di pubblicità a banda larga nel Regno Unito, e per promuovere i gioielli degli Stati Uniti. LA band è stata invitata a svolgere la maggior parte dei principali festival britannici in occasione dell'estate del 2006, e nel maggio dello stesso anno; intanto, però, sciolsero il contratto con Rough Trade records per un litigio non ancora chiaro, e firmarono con la Fiction Recordsnel mese di dicembre. Il video musicale di Valentine ricevette regolari "visite"su MTV, e anche loro diedero la loro prima apparizione sulla televisione britannica Top of the Pops, programma sulla BBC.
A maggio di quell'anno tuttavia, i Delays sciolsero consensualmente il loro contratto con la Rough Trade, accordandosi con la Fiction Records in dicembre. L'uscita del loro terzo album (il primo con la nuova etichetta), Everything's The Rush, è previsto per il 28 aprile 2008. L'album è stato preceduto dall'EP Love Made Visible, pubblicato il 12 novembre 2007.

## Progetti futuri
Il loro debutto con la "Fiction", Everything's The Rush è previsto per il pubblicato all'inizio del 2008. Questo è stato preceduto da un EP, Love Made visibile, pubblicato il 12 novembre. Per tutta la tracklisting's Il Rush è stato confermato come: Girl's On Fire', 'Hooray', Love Made Visible, 'One More Lie In', 'Keep It Simple', 'Pieces', 'Touch Down', 'Your Friends Are False', 'No Contest', 'Silence', 'Jet Lag' and 'The Earth Gave Me You con 'Hooray' come primo singolo dell'album.

## Discografia
1. Nearer than heaven (EP) 21 aprile 2003
2. Hey girl (EP) 21 luglio 2003
3. Long time coming (EP) 19 gennaio 2004
4. Nearer than heaven (EP) 22 marzo 2004
5. Faded seaside glamour 22 aprile 2004
6. Wanderlust/lost in a melody (EP) 22 novembre 2004
7. Valentine 20 febbraio 2006
8. You See Colours 6 marzo 2006
9. Everything's the Rush maggio 2008
10. Star Tiger, Star Ariel giugno 2010

## Formazione
- Greg Gilbert voce, chitarra
- Aron Gilbert tastiera
- Colin Fox    basso
- Rowly        batteria